# Borlänge Kommuns Förvaltnings AB
Borlänge Kommuns Förvaltnings AB är ett svenskt förvaltningsbolag som agerar moderbolag för de verksamheter som Borlänge kommun har valt att driva i aktiebolagsform. Bolaget ägs helt av kommunen.

## Bolag
Källa: 
- AB Dalaflyget (34%)
- Aktiebolaget Borlänge Energi (100%)
  - AB Borlänge Energi Elnät (100%)
  - Lennheden Vatten AB (50%)
  - Grundledningen HB (50%)
- Aktiebolaget Stora Tunabyggen (100%)
  - Borlänge Studentbostäder AB (100%)
  - Tunabyggen Fastighets AB (100%)
- Dala Airport AB (38,2%)
- Fastighets AB Borlänge Fröken 7 (100%)
- Fastighets Aktiebolaget Hushagen (100%)
- Falun-Borlängeregionen AB (31,6%)
- IUC Dalarna AB (6,2%)
- Maserhallen AB (100%)
- Mäss- och fotbollshallen i Kvarnsveden AB (100%)
- Räddningstjänsten Dalamitt (32,7%)
- Utveckling i Dalarna Holding AB (6,7%)